# Deep Throat-arrest
Deep Throat is een arrest van de Nederlandse Hoge Raad (HR 28 november 1978, NJ 1979/93), met betrekking tot het vertonen van de gelijknamige film in een Nederlandse bioscoop.

## Casus

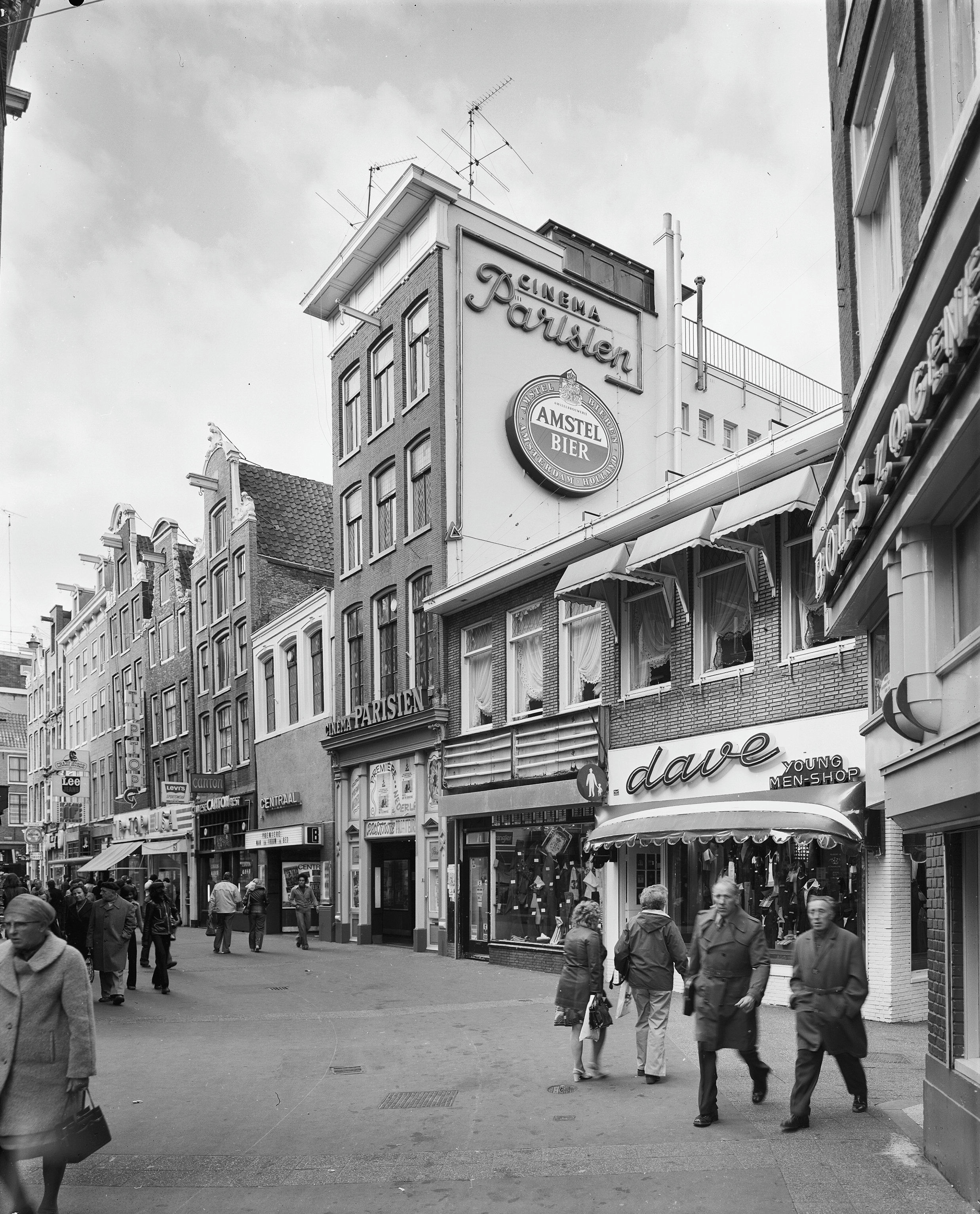
Cinema Parisien in 1976.

In een richtlijn van het ministerie van Justitie (en het vervolgingsbeleid van het Openbaar Ministerie) was vertoning van de film Deep Throat (en andere pornofilms) alleen toegestaan in kleine bioscopen met maximaal 50 bezoekers per voorstelling. Grotere bioscopen vonden dit niet eerlijk.
Op 18 februari 1977 werd de film in de Amsterdamse bioscoop Parisien vertoond aan meer dan 50 personen om een proefproces uit te lokken. De voorstelling was slechts toegankelijk voor personen van 18 jaar en ouder. Aan de kassa stond een bord met de mededeling: "U bent gewaarschuwd – harde porno".

## Rechtsvragen
- Valt het vertonen van deze film in een bioscoop onder de kwalificatie "openlijk tentoonstellen" (van pornografisch materiaal) in de zin van artikel 240, Nederlands Wetboek van Strafrecht? (Ja.)
- Is een dergelijke vertoning aanstootgevend voor de eerbaarheid? (Neen, mits...)

## Procesgang
De bioscoop-exploitant werd vervolgd op grond van artikel 240-oud Sr: het openlijk tentoonstellen van een reeks voor de eerbaarheid aanstootgevende (lees: pornografische) afbeeldingen.
Bij de rechtbank volgde vrijspraak.
Het hof bevestigde deze vrijspraak onder "verbetering" van gronden.
De Hoge Raad volgde de klacht van het cassatiemiddel dat de motivering van het hof niet zou deugen. Toch wordt het cassatieberoep verworpen (cassatie mist redelijk belang).
In de tenlastelegging was ook sprake van het verspreiden van aanstootgevende afbeeldingen. Dit is in alle drie de instanties van de hand gewezen.

### Gerechtshof
Het hof overwoog onder meer

[dat] de vertoning van een film (...) niet zonder meer kan worden gezien als het openlijk tentoonstellen van een (serie) afbeelding(en)

### Hoge Raad
De Hoge Raad overwoog:

dat (...) het vertonen van een film in een voor publiek toegankelijke bioscoop –anders dan het hof heeft geoordeeld– oplevert: het 'openlijk tentoonstellen' daarvan in de zin van voormeld art. 240;

Voorts overwoog de Hoge Raad:

dat van aanstotelijkheid voor de eerbaarheid in de zin van artikel 240 t.o.v. de toeschouwers van een filmvoorstelling bezwaarlijk kan worden gesproken en het voor de strafbaarheid op de voet van dat artikel noodzakelijke bestanddeel aanstotelijkheid derhalve niet aanwezig is in het geval waarin de vertoning uitsluitend toegankelijk is voor personen van achttien jaar en ouder wie, alvorens de betrokken bioscoop te betreden, op ondubbelzinnige wijze is gewezen op het voor wat de eerbaarheid betreft bijzondere karakter van de film, immers ten aanzien van die personen mag worden aangenomen dat zij het aanschouwen van de betrokken film, in weerwil van bedoeld karakter, juist hebben gewild en derhalve aan de inhoud dier film geen aanstoot zullen nemen.

Het cassatiemiddel klaagt over de motivering van het hof. De Hoge Raad acht de motivering van het hof onjuist, maar de vrijspraak blijft intact. De Hoge Raad stelde: «dat vernietiging van de gegeven vrijspraak redelijk belang mist (...).» Eigenlijk was het vonnis van het hof nietig, immers gebaseerd op een onjuiste motivering. Bij doorverwijzing zou echter wederom vrijspraak (moeten) volgen. Om redenen van proceseconomie werd het cassatieberoep verworpen.

## Conclusie
- Het vertonen in een bioscoop van een film valt onder tentoonstellen (van pornografisch materiaal) in de zin van artikel 240-oud Sr.
- Het in een bioscoop vertonen van een pornografische film aan personen vanaf 18 jaar oud is –indien aan bepaalde voorwaarden wordt voldaan– niet aanstootgevend voor de eerbaarheid.
- Redenen van proceseconomie kunnen een rol spelen om het cassatieberoep te verwerpen (geen belang bij cassatie).

## Vervolg
- Het Deep Throat-arrest hangt samen met het afschaffen van de Filmkeuring voor volwassenen. Een initiatief-wetsvoorstel was reeds bij de Eerste Kamer in behandeling. De vertoning van Deep Troat anticipeerde op deze wetgeving.[2] De minister van Justitie wenste een actief vervolgingsbeleid te koppelen aan een vrijwillige filmkeuring; wat betreft volwassenen werd dit plan door het Deep Throat-arrest getorpedeerd.
- Artikel 240 werd gewijzigd bij wet van 3 juli 1985 en trad in werking op 27 juli 1986 (afschaffing pornografieverbod voor volwassenen).